# Bathippus rechingeri
Bathippus rechingeri là một loài nhện trong họ Salticidae.
Loài này thuộc chi Bathippus. Bathippus rechingeri được Wladislaus Kulczynski miêu tả năm 1910.